# Kathrin Neimke
Kathrin Neimke (ur. 18 lipca 1966 w Magdeburgu) – niemiecka lekkoatletka do 1990 reprezentująca Niemiecką Republikę Demokratyczną, kulomiotka.
Trzy razy startowała na igrzyskach olimpijskich w latach 1988 – 1996.
Na igrzyskach w Seulu (1988) zdobyła srebrny, w Barcelonie była trzecia, a w roku 1996 podczas igrzysk w Atlancie zajęła 7. miejsce. W 1995 w Barcelonie sięgnęła po tytuł halowej mistrzyni świata. Do jej osiągnięć należą również dwa medale mistrzostw świata na otwartym stadionie: srebrny (1987) i brązowy (1993). Ma w swoim dorobku również brązowy medal mistrzostw Europy (1990). W 1988 została mistrzynią NRD zarówno na otwartym stadionie, jak i w hali. Dwukrotnie była mistrzynią zjednoczonych Niemiec na otwartym stadionie (1992, 1993) i raz w hali (1995). Rekord życiowy: 21,21 (5 września 1987, Rzym).

## Osiągnięcia
| Rok  | Impreza                   | Miejsce   | Lokata     | Wynik |
| ---- | ------------------------- | --------- | ---------- | ----- |
| 1987 | Uniwersjada               | Zagrzeb   | 2. miejsce | 20,07 |
| 1987 | Mistrzostwa świata        | Rzym      | 2. miejsce | 21,21 |
| 1988 | Halowe mistrzostwa Europy | Budapeszt | 3. miejsce | 20,20 |
| 1988 | Igrzyska olimpijskie      | Seul      | 2. miejsce | 21,07 |
| 1990 | Mistrzostwa Europy        | Split     | 3. miejsce | 19,96 |
| 1991 | Halowe mistrzostwa świata | Sewilla   | 6. miejsce | 18,77 |
| 1991 | Mistrzostwa świata        | Tokio     | 8. miejsce | 18,83 |
| 1992 | Igrzyska olimpijskie      | Barcelona | 3. miejsce | 19,78 |
| 1992 | Puchar świata             | Hawana    | 3. miejsce | 17.97 |
| 1993 | Halowe mistrzostwa świata | Toronto   | 8. miejsce | 18,50 |
| 1993 | Mistrzostwa świata        | Stuttgart | 3. miejsce | 19,71 |
| 1993 | Finał Grand Prix IAAF     | Londyn    | 5. miejsce | 19,05 |
| 1994 | Mistrzostwa Europy        | Helsinki  | 6. miejsce | 18,94 |
| 1995 | Halowe mistrzostwa świata | Barcelona | 1. miejsce | 19,40 |
| 1995 | Mistrzostwa świata        | Göteborg  | 4. miejsce | 19,30 |
| 1995 | Finał Grand Prix IAAF     | Monako    | 2. miejsce | 19,94 |
| 1996 | Igrzyska olimpijskie      | Atlanta   | 7. miejsce | 18,92 |